# Crotalus triseriatus
Crotalus triseriatus là một loài rắn trong họ Rắn lục. Loài này được Wagler mô tả khoa học đầu tiên năm 1830.

## Hình ảnh

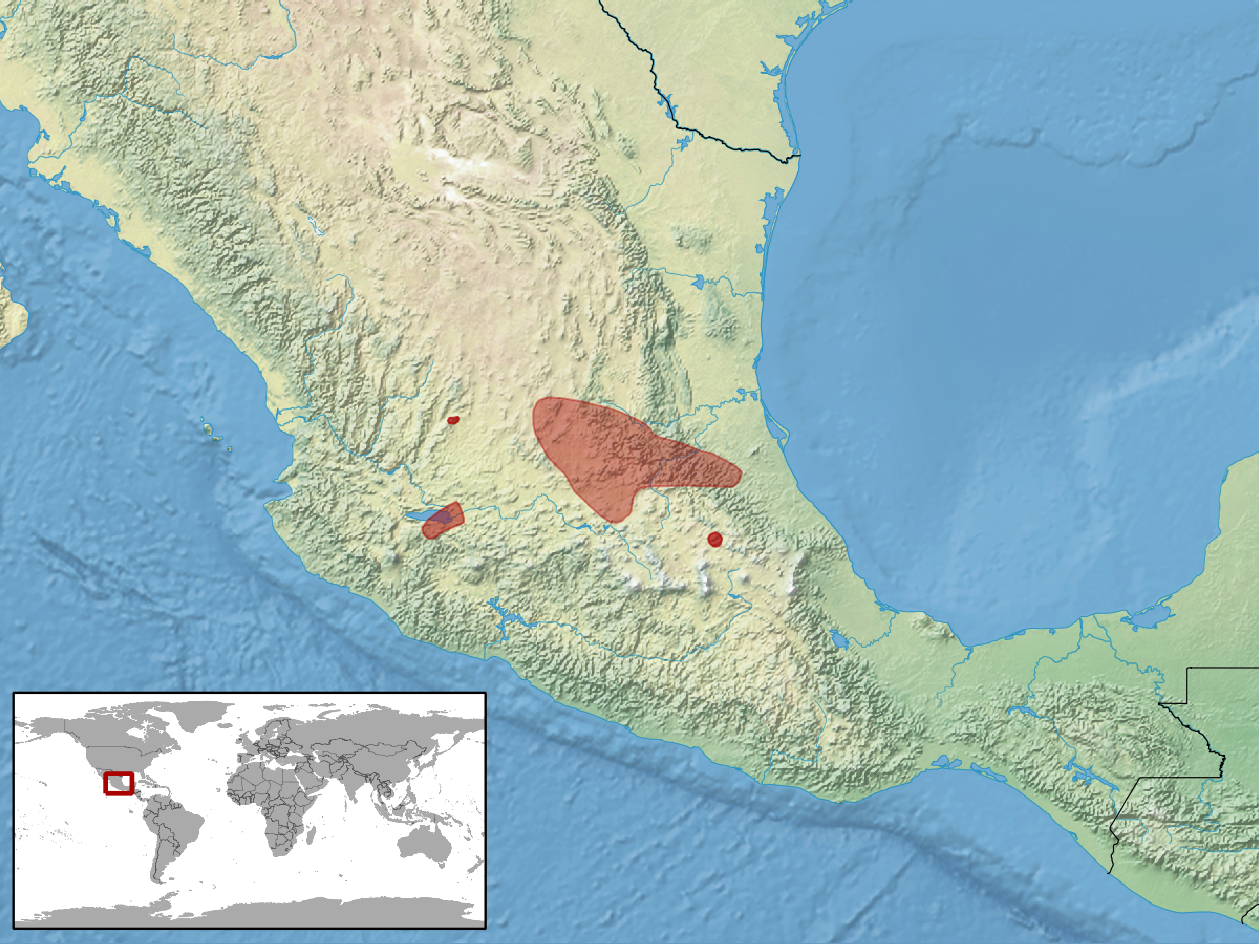